# Port Arthur
Port Arthur é uma cidade localizada no estado americano do Texas, nos condados de Jefferson e Orange, constando neste último uma pequena e inabitada porção da cidade.

## Geografia
De acordo com o United States Census Bureau, a cidade tem uma área de 373,4 km², dos quais 199,8 km² estão cobertos por terra e 173,6 km² por água.

### Localidades na vizinhança
O diagrama seguinte representa as localidades num raio de 20 km ao redor de Port Arthur.

## Demografia
Segundo o censo nacional de 2010, a sua população é de 53 818 habitantes e sua densidade populacional é de 144 hab/km².

## Marcos históricos
A relação a seguir lista as 9 entradas do Registro Nacional de Lugares Históricos em Port Arthur. O primeiro marco foi designado em 23 de maio de 1973 e o mais recente em 14 de janeiro de 2021.
- Eddingston Court
- First National Bank of Port Arthur
- Gates Memorial Library
- Marconi Tower at Port Arthur College
- Pompeiian Villa
- Port Arthur Downtown Historic District
- Port Arthur Federated Women's Clubhouse
- Rose Hill
- US Post Office and Federal Building

## Pessoas notáveis
Como artista, nascida nesta cidade, e notória no cenário da cultura musical estadunidense, destacamos a cantora Janis Joplin.